# DREAM ROAD
DREAM ROAD（ドリーム ロード）は岩手朝日テレビのミニ番組。ジョージア（コカ・コーラ）を製造販売するみちのく・コカコーラボトリングの一社提供。
本稿では後継番組であるRoad to Higher Next ～みちのくのミライへ～（ロード トゥ ハイヤー ネクスト ～みちのくのミライへ～）についても取り上げる。

## 概要

### DREAM ROAD
岩手朝日テレビが制作するミニ番組では初めて他局にもネットした番組で青森朝日放送、秋田朝日放送にネットした。番組はみちのく・コカコーラボトリングの販売エリアで放送した3局の放送エリアでもある北東北3県の夢を目指す人たちを紹介した。
番組内では、ジョージアを必ず映していた。

### Road to higher Next ～みちのくのミライへ～
2016年4月7日から2021年3月26日まで木曜 23:10 - 23:15に放送されていた番組で引き続き青森朝日放送、秋田朝日放送にネットし、みちのく・コカコーラボトリングの一社提供で放送した。番組は北東北3県のアスリート、アーティスト、職人220人以上を取り上げた。その中には現在、MLBトロント・ブルージェイズで活躍する菊池雄星（放送当時は埼玉西武ライオンズ）も2回連続で取り上げられた。新型コロナウイルスが感染拡大していた2020年には過去の再放送でつないだ。
ナレーションは提供読みをのぞいて置かなかった。
番組内では、コカ・コーラ、アクエリアス、い・ろ・は・すなどコカ・コーラ製品を必ず映していた。
放送終了後も番組公式ホームページは残しており全250回動画で視聴することができる。